# Matthiola sinuata
Matthiola sinuata é uma espécie de planta com flor pertencente à família Brassicaceae. 
A autoridade científica da espécie é (L.) R.Br., tendo sido publicada em Hort. Kew. ed. 2 4: 120 (1812).

## Portugal
Trata-se de uma espécie presente no território português, nomeadamente em Portugal Continental.
Em termos de naturalidade é nativa da região atrás indicada.

## Protecção
Não se encontra protegida por legislação portuguesa ou da Comunidade Europeia.